# 斯图尔特 (艾奥瓦州)
斯圖爾特（英語：Stuart）是一個位於美國愛荷華州加斯里縣和亞代爾縣的城市。

## 地理
斯圖爾特的座標為41°40′13″N 94°19′14″W / 41.67028°N 94.32056°W，而該地的平均海拔高度為368米（即1207英尺）。

## 人口
根據2010年美國人口普查的數據，斯圖爾特的面積為6.68平方千米，均為陸地。當地共有人口1648人，而人口密度為每平方千米246人。